# Esercito del Libano Libero
L'Esercito del Libano Libero – ELL (in arabo جيش لبنان الحر‎?, Jaysh Lubnān al-Ḥurr) o "Esercito del colonnello Barakāt" (in arabo جيش بركات‎?, Jaysh Barakāt), o in francese Armée du Liban Libre (ALL) e Armée du Colonel Barakat, è stato una fazione armata cristiano-maronita dell'Esercito libanese che svolse un ruolo di rilievo nella prima fase (1975-77) della Guerra civile libanese.

## Emblema
Dalla sua formazione, l'ELL adottò un logo rettangolare (o quadrato) rosso e azzurro, con un albero di cedro stilizzato bianco al centro, che fu dipinto approssimativamente sui suoi mezzi blindati e veicoli da trasporto.

## Origini
Fu creato il 23 gennaio 1976 a Beirut dal colonnello libanese Antoine Barakāt, che aveva giurato fedeltà all'allora Presidente della Repubblica libanese Suleiman Frangieh. L'ufficiale era un maronita originario dello stesso luogo natale di Frangieh, Zgharta, e insorse con le sue truppe del Comando di Beirut (circa 700 soldati) in risposta all'insurrezione del tenente Aḥmed al-Khaṭīb.
Un altro ufficiale, comandante della guarnigione di Jūniye, il Maggiore Fuʾād Malek, appoggiò la fazione comandata da Barakat, e così fece anche il Maggiore Sa'd Haddad, comandante della guarnigione di Marjʿayyūn nel Governatorato del Sud Libano.
Queste tre formazioni furono integrate in seguito nell'"Esercito del Libano Libero", la cui costituzione fu formalmente annunciata il 13 marzo 1976 dal Col. Barakāt nella caserma 'Shukrī Ghānem' a Fayadieh, nel distretto di Beirut Est.

## Struttura

### Organizzazione operativa
Il suo Quartier Generale era nella caserma 'Shukri Ghanem', una struttura di una certa importanza situata a Fayadieh, vicino al Ministero della Difesa, nel complesso di Yarze. L'ELL contava circa 3 000 soldati regolari nel 1978, in modo predominante cristiani maroniti e greco-cattolici. Mantenne una struttura militare ricalcata su quella delle vecchie Forze armate libanesi regolari, con un nucleo di militari operativi di circa 1 500-2 000 unità, raggruppate in otto gruppi misti combattenti indipendenti (francesi Groupements) delle dimensioni approssimative di una compagnia o battaglione.

### Riferimenti ulteriori
- (FR) Denise Ammoun, Histoire du Liban contemporain: Tome 2 1943-1990, Fayard, Paris, 2005. ISBN 978-2-213-61521-9
- (FR) Leila Haoui Zod, William Haoui, temoin et martyr, Mémoire DEA, Faculté d'Histoire, Université Saint Esprit, Kaslik, Libano 2004.
- (FR) Jean Sarkis, Histoire de la guerre du Liban, Presses Universitaires de France - PUF, Paris, 1993. ISBN 978-2-13-045801-2
- (FR) Samir Kassir, La Guerre du Liban: De la dissension nationale au conflit régional, Éditions Karthala/CERMOC, Paris, 1994. ISBN 978-2865374991
- (EN) William W. Harris, Faces of Lebanon: Sects, Wars, and Global Extensions, Princeton Series on the Middle East, Markus Wiener Publishers, 1997. ISBN 978-1558761155, 1-55876-115-2